# 基隆郵局
25°07′49″N 121°44′39″E / 25.1302176°N 121.744032°E

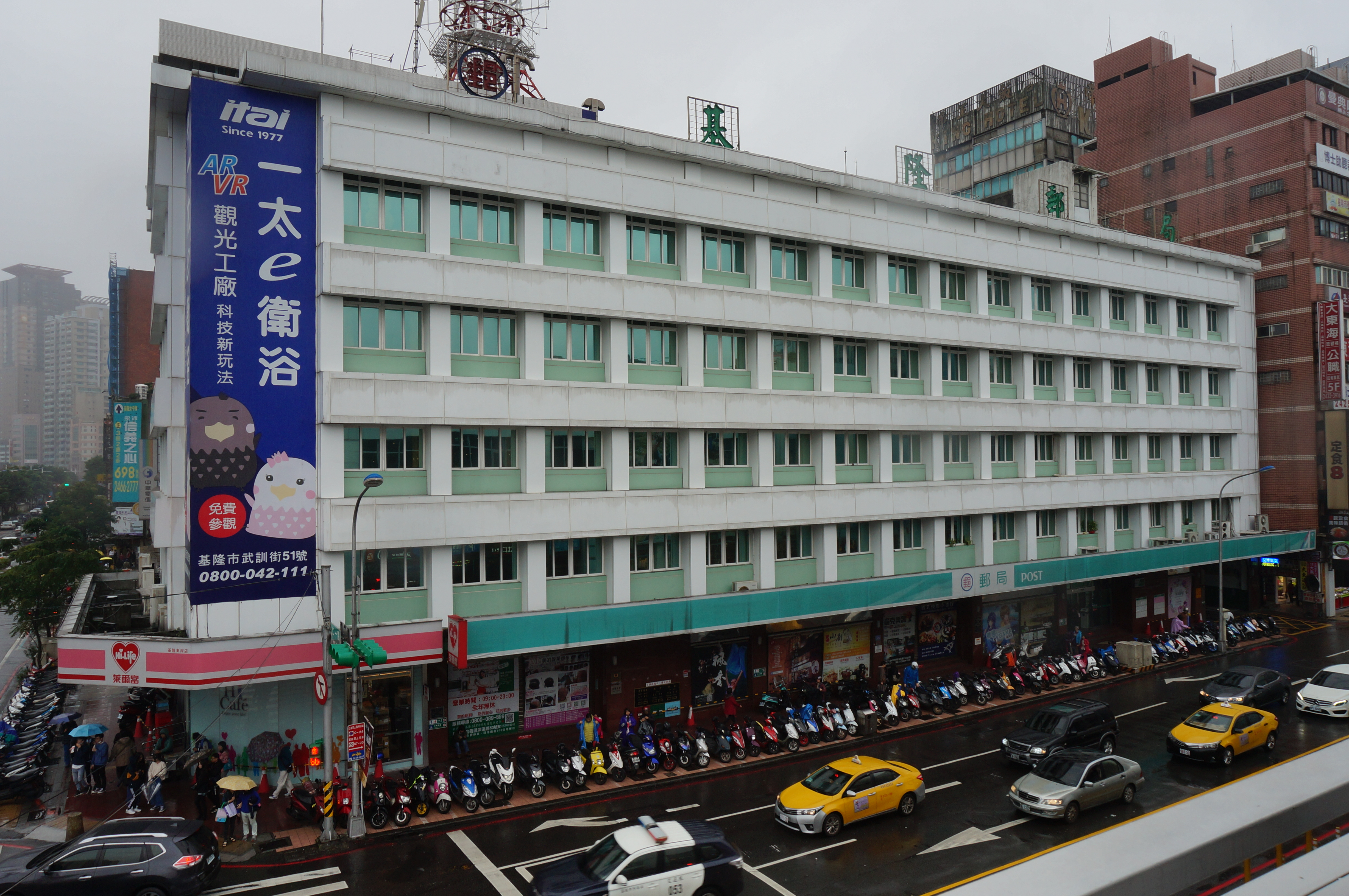
基隆郵局現貌（2019年攝）

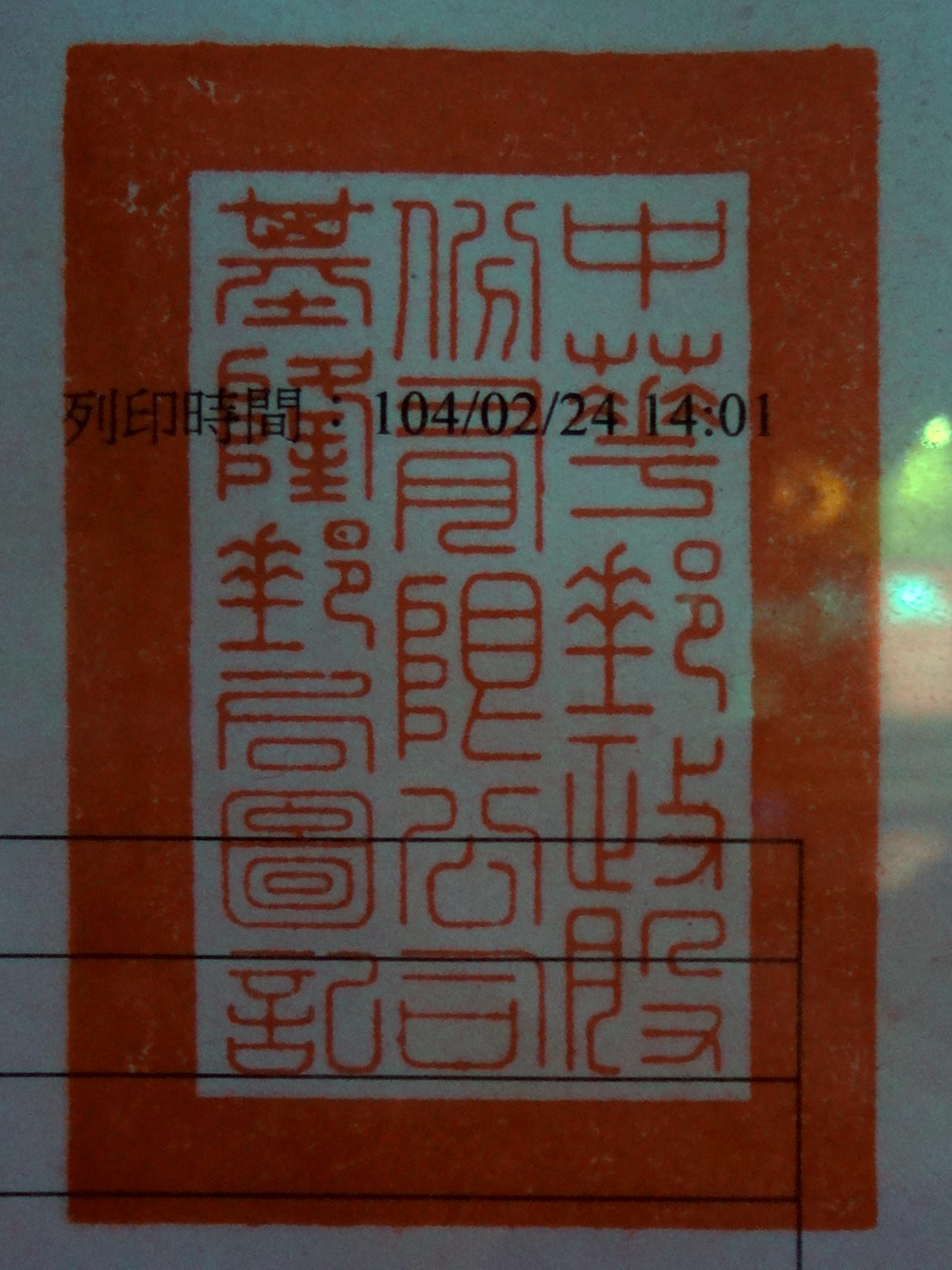
基隆郵局圖記

基隆郵局是位於台灣基隆市的特等郵局，為中華郵政23個責任中心局之一，負責督導基隆市全境、新北市部分地區（汐止區、瑞芳區、萬里區、金山區、雙溪區、貢寮區）之各級郵局，下轄支局共計47處。其本局位於愛三路，鄰近廟口夜市與東岸廣場，一樓設置基隆愛三路郵局（基隆郵局901支局）做為服務窗口。其前身為臺灣日治時期的基隆郵便局，1970年拆除改建為現今所見的鋼筋混凝土大樓。

## 所屬支局
| 名稱           | 成立日期                   | 支局編號 | 地址                   | 郵遞區號 |
| -------------- | -------------------------- | -------- | ---------------------- | -------- |
| 基隆新民郵局   | 民國46年（1957年）11月25日 | 基隆5支  | 基隆市中山區新民路19號 | 203-41   |
| 基隆中山郵局   | 民國50年（1961年）7月1日   | 基隆10支 | 基隆市中山區中華路3號  | 203-42   |
| 基隆復興路郵局 | 民國71年（1982年）2月1日   | 基隆22支 | 基隆市中山區復興路38號 | 203-48   |

## 基隆郵便局

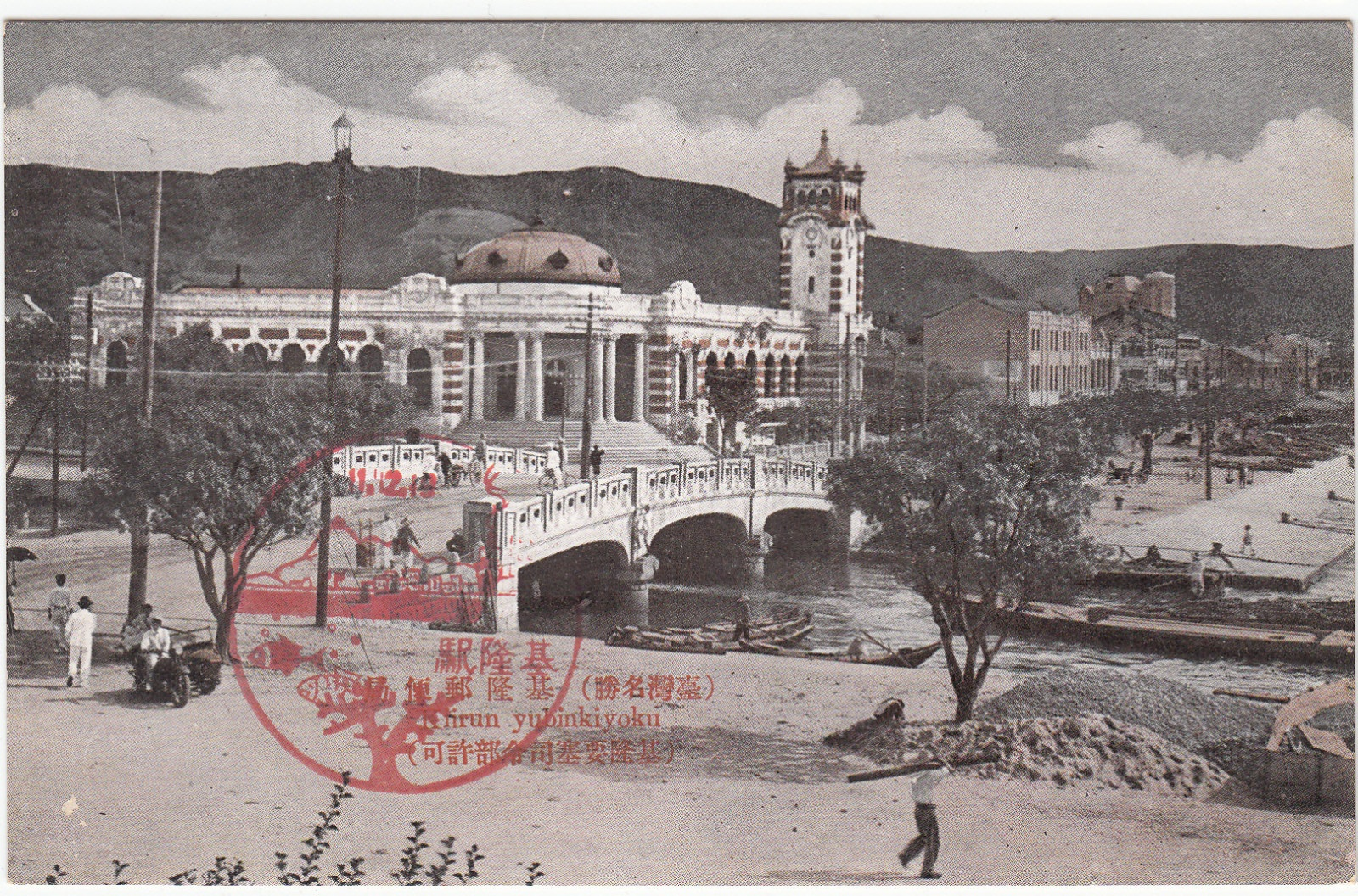
基隆郵便局

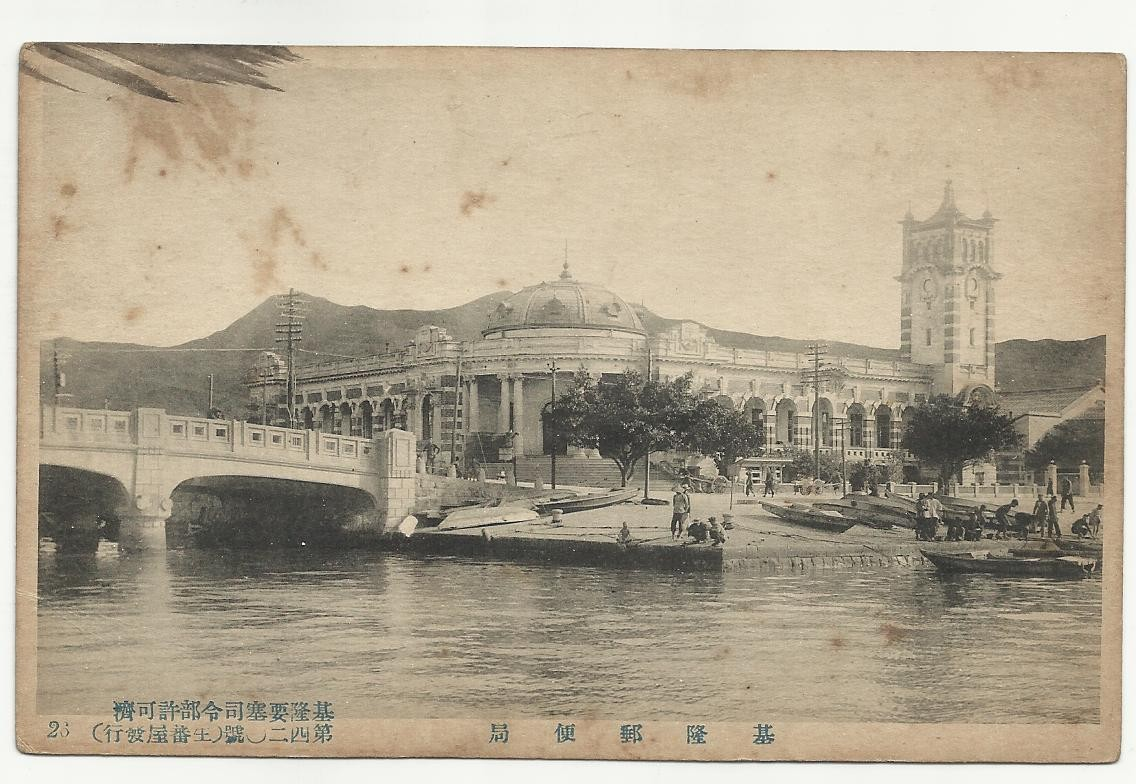
基隆郵便局

基隆郵便局於1909年開始興建，1912年6月落成，由近藤十郎設計，其位在基隆港邊（當時郵便局前尚為水域，今為東岸廣場），位於基隆市元町一丁目1番地。建築中央入口具有一圓頂及四對雙柱，兩翼為具辰野式紅白水平飾帶的拱廊，而其南翼有一塔樓，整體呈不對稱形态。彼时基隆郵便局對面即是基隆車站、日本郵船基隆支店、大阪商船基隆支店，三者共同营造出基隆港作为北台灣進出門戶的入口意象。二戰時因空襲而損毀，戰後修復建物並持續作為郵局使用，至1970年拆除改建為現貌。現址為基隆郵局本局廳舍與中華電信機房。
基隆郵便局的前身為日軍在1895年7月9日設立的第一野戰郵便局，隔年4月1日改設為基隆郵便電信局，1907年4月1日改稱為基隆郵便局。基隆郵便局在戰前轄下有庶務課、郵便課、鐵道船舶郵便課、軍事郵便課、貯蓄課、電信課、波止場郵便出張所、濱町郵便出張所（1934設立）、水返腳郵便出張所（1906-1914）、新岸壁出張所（1931-1934）、岸壁出張所（1934-1937）。
1928年5月8日時，韓國獨立運動者及歷史學家申采浩為籌措韓國獨立運動的資金，在基隆郵便局領取匯款時被捕，協助他的苗栗頭份人林炳文也同樣被捕。

## 歷任局長
| 姓名     | 任期      |
| -------- | --------- |
| 山木利涉 | 1896-1897 |
| 伊藤金彌 | 1897-1901 |
| 速水經憲 | 1901-1903 |
| 早瀨巳熊 | 1903-1909 |

| 姓名       | 任期      |
| ---------- | --------- |
| 松本平太郎 | 1909-1911 |
| 藤井恭敬   | 1911-1911 |
| 鈴木金之介 | 1911-1918 |
| 星野元助   | 1918-1918 |
| 瀧千代多   | 1918-1921 |
| 上原松次郎 | 1921-1924 |
| 分島薰     | 1924-1928 |
| 稻田穰     | 1928-1930 |
| 福村光直   | 1931-1935 |
| 山澤次郎   | 1935-1936 |
| 濱田藏治   | 1936-1939 |
| 前美好     | 1939-1942 |
| 土谷精一   | 1942-1945 |

## 外部連結
- 基隆郵局 - 中華郵政全球資訊網 （页面存档备份，存于）